# Anna Pollatou
Anna Pollatou, griechisch Άννα Πολλάτου, auch Anna Polatou (* 8. Oktober 1983 in Kefalonia; † 17. Mai 2014 bei Varda), war eine griechische Sportlerin der Rhythmischen Sportgymnastik.

## Privates
Im Alter von vier Jahren begann Anna mit dem Turnen, mit acht Jahren nahm sie an ersten Wettbewerben für Kinder erfolgreich teil. Zwischen 1997 und 2000 war sie Mitglied der griechischen Auswahl, mit der sie mehrfacher Europa- und Weltmeister wurde. Ein Jahr später beendete sie ihre aktive Karriere als Sportlerin und trat vermehrt als Trainerin in der Nachwuchsförderung auf. Am 17. Mai 2014 starb Anna Pollatou bei einem Autounfall.

## Sportliche Erfolge

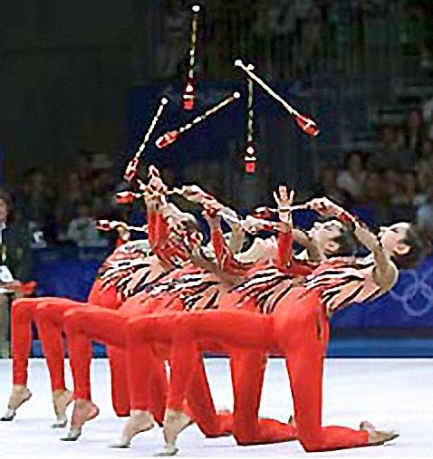
Die griechische Auswahl bei den Spielen 2000 in Sydney

### Europameisterschaften
Bei der Europameisterschaft 1999 in Budapest, Ungarn, errang Pollatou mit der griechischen Auswahl drei Goldmedaillen.

### Weltmeisterschaften
Bei der Weltmeisterschaft 1999 in Osaka, Japan, die zwischen dem 12. und 17. Oktober stattfanden, erturnte sich Anna mit der griechischen Auswahl zweimal Gold und einmal Silber.

### Olympische Spiele
Bei den Spielen 2000 in Sydney, Australien, erturnte sich Pollatou mit der griechischen Auswahl die Bronzemedaille in der Teamwertung.